# Un atelier aux Batignolles
Pour les articles homonymes, voir Batignolles.
Un atelier aux Batignolles est un tableau de Henri Fantin-Latour peint en 1870 qui immortalise les protagonistes du groupe des Batignolles. Il fait partie des quatre tableaux de ce peintre qui aimait représenter en groupe les personnalités artistiques de son époque. Le tableau est aujourd'hui conservé au musée d'Orsay.

## Description
Sa mise en scène évoque l'atelier d'Édouard Manet et le représente assis et peignant avec à ses côtés, assis, Zacharie Astruc ; debout de droite à gauche : Claude Monet, Frédéric Bazille de profil avec un pantalon en tissu écossais, Edmond Maître (en retrait), Émile Zola barbu avec des lorgnons à la main, Auguste Renoir coiffé d'un chapeau, enfin Otto Scholderer. On connaît par ailleurs un portrait de Zacharie Astruc par Manet, c'est peut-être cet épisode qui est représenté.
Les critiques d'art sont partagés sur la composition du tableau et ils interchangent les personnages selon leurs conjectures. Tantôt on place Edmond Maître à gauche, d'autres fois au milieu. Parmi ces derniers, Étienne Moreau-Nélaton y voit de manière erronée de droite à gauche : Alfred Sisley, Claude Monet, Zacharie Astruc, Édouard Manet (ce qui est invraisemblable, puisqu'il est assis au chevalet), Frédéric Bazille et Edmond Maître. Dans la même catégorie, Gaston Poulain et François Daulte pensent qu'il s'agit de Renoir, Zola, Monet, Manet, Bazille et Maître.
Le vase figurant à gauche est de Laurent Bouvier, ami du peintre.

## Historique
Le tableau est présenté au Salon de 1870.
- 1870, pourparlers d'achats par l'Etat français arrêtés en raison de la guerre franco-allemande de 1870
- 1871, dans la collection Edwin Edwards, acquis de l'artiste
- Jusqu'en 1892, dans la collection Mme Edwin Edwards
- 1892, acquis de Mme Edwards pour le musée du Luxembourg
- 1892, attribué au musée du Louvre, Paris
- De 1892 à 1931, musée du Luxembourg, Paris
- De 1931 à 1946, musée du Louvre, Paris
- De 1946 à 1986, affecté au musée du Louvre, galerie du Jeu de Paume, Paris
- 1986, affecté au musée d'Orsay, Paris